# Menno van Coehoorn
Menno van Coehoorn (Frisia, Países Bajos, 1641-La Haya, 1704) fue un barón, militar, gobernador de Flandes e ingeniero neerlandés.

## Biografía
Menno se distinguió de joven en la milicia en la defensa de Maastricht, en la batalla de Seneffe, Cassel y en Saint-Denis, y elevado a coronel obtuvo el mando de dos batallones de Nassau-Frigia, y en el intervalo de la paz que siguió a la paz de Nimega, fue empleado en arreglar y perfilar las fortificaciones de las plazas principales, descollando de tal manera en este arte, que le valió el título del Vauban holandés; posteriormente alcanzó el grado de general de artillería y de teniente-general de infantería de los Estados de Holanda.

## Obras
Algunas obras que dejó escritas, las siguientes:
- Fortificaciones del pentágono.
- Refutación de la arquitectura militar
- El perfecto ingeniero francés
- Ensayo general de fortificación y de ataque y defensa de las plazas